# Au-delà du sang
Pour plus de détails, voir Fiche technique et Distribution.
Au-delà du sang est un film franco-japonais réalisé par Guillaume Tauveron, sorti en 2013.

## Synopsis
Un an après le meurtre de sa femme, Shinji reçoit un mystérieux message. On lui donne rendez-vous pour connaître le nom de l’assassin. Hanté par ses souvenirs et le fantôme de sa femme, il va alors s’enfoncer dans l’obscurité de Tokyo où il fait la rencontre d’une jeune fugueuse, Tomoko. Durant cette nuit où leurs chemins croiseront yakuzas et âmes en détresse, leurs vies basculeront à jamais…

## Autour du film
Au-delà du sang conçu à la base pour être un court-métrage est finalement devenu un long-métrage. Il fut initialement intitulé "The Blood" et a été tourné intégralement au Japon en 2011.
Le film a été nommé aux Prix Lumières 2014 dans la catégorie "Meilleur Premier Film".
Mari Yoshida a reçu le prix de la Meilleure Actrice au Festival des Off de Cannes en 2012.
Le film a bénéficié d'un financement participatif sur la plateforme Ulule lorsqu'il était encore un projet de court-métrage.

## Fiche technique
- Titre original : Beyond the Blood
- Titre français : Au-delà du sang
- Titre alternatif : The Blood
- Titre japonais : ビヨンドザブラッド
- Réalisation : Guillaume Tauveron
- Scénario : Guillaume Tauveron
- Production : Adam Lablack, Reddoine Ferh, Guillaume Tauveron
- Coproducteur : Gauthier Lamothe
- Producteurs associés : Hakim Ayachine, Xavier Bonastre, Sylvain Dargent, Mark Holbrook
- Directeur de la photographie : Mitsuhiro Fujihara
- 1er assistant réalisateur : Hiroyuki Nagata
- 2ème assistant réalisateur : Emmanuel Lopez
- Cadreur : Mitsuhiro Fujihara
- Cadreur : Alex Paille
- Photographe de plateau : Sylvain Dargent
- Musique : Jérémy Tridera
- Maquilleur : Zerai Naoi
- Pays :  France et  Japon
- Langue originale : japonais
- Durée : 82 min
- Genre : drame, thriller
- Dates de sortie :
  - Japon : 24 février 2012 (festival international du film fantastique de Yubari) - 4 décembre 2013 (sortie nationale)
  - France : 24 janvier 2013 (festival du cinéma japonais contemporain Kinotayo[2]) - 30 octobre 2013 (sortie nationale)

## Distribution
- Takahiro Ono : Shinji
- Mari Yoshida : Tomoko
- Omocha Chiba : Akemi
- Keisaku Kimura : Yama
- Miwako Izumi : Izumi
- Hiroei Ishihara : Takeshi
- Yuta Goto : Ryu
- Yasunari Kondō : l'amoureux d'Izumi
- Esie : chanteuse
- Cay Izumi : danseuse de pole dance

## Distinctions
- 2012 : Festival "Off de Cannes" - Prix de la "Meilleure Actrice" pour Mari Yoshida[3].
- 2014 : 19e cérémonie des prix Lumières - Nomination dans la catégorie Prix Lumières du meilleur premier film (Prix Heike Hurst du meilleur premier film)[4].